# Avenue Jean-Jaurès (Tournefeuille)
Pour les articles homonymes, voir Avenue Jean-Jaurès.
L'avenue Jean-Jaurès (en occitan : avenguda Joan Jaurés) est une voie publique de Tournefeuille, 3e plus grande ville du département de la Haute-Garonne et de la métropole de Toulouse.
Elle est prolongée par la rue Gaston-Doumergue à l'ouest, et par l'avenue de Lardenne à Toulouse à l'est. Elle est divisée en deux parties distinctes depuis la construction de la rocade Arc-en-Ciel (M980), qu'elle croise.

## Situation et accès

### Description
L'avenue Jean-Jaurès est une voie publique située dans Tournefeuille. Elle correspond à une partie de l'ancienne route départementale 3, devenue la route nationale 632, qui va de Toulouse à Tarbes, par Lombez et Boulogne-sur-Gesse. En 1972, la route est déclassée et devient la route départementale 632. En 2017, la route est transférée à Toulouse Métropole et devient la route métropolitaine 632.

### Voies rencontrées
L'avenue Jean-Jaurès rencontre les voies suivantes, dans l'ordre des numéros croissants (« g » indique que la rue se situe à gauche, « d » à droite) :
- Rue Gaston-Doumergue (prolongement), chemin Saint-Exupéry (g) et rue Hector-Berlioz (d)
- Carrefour giratoire entre l'avenue Jean-Jaurès (M632), la rocade Arc-en-Ciel (M980) et le réseau express vélo Colomiers - Tournefeuille - Toulouse
- Rue Francis de Riols-de-Fonclare (g)
- Chemin du Touch (g) et avenue de Lardenne (prolongement)

### Transports

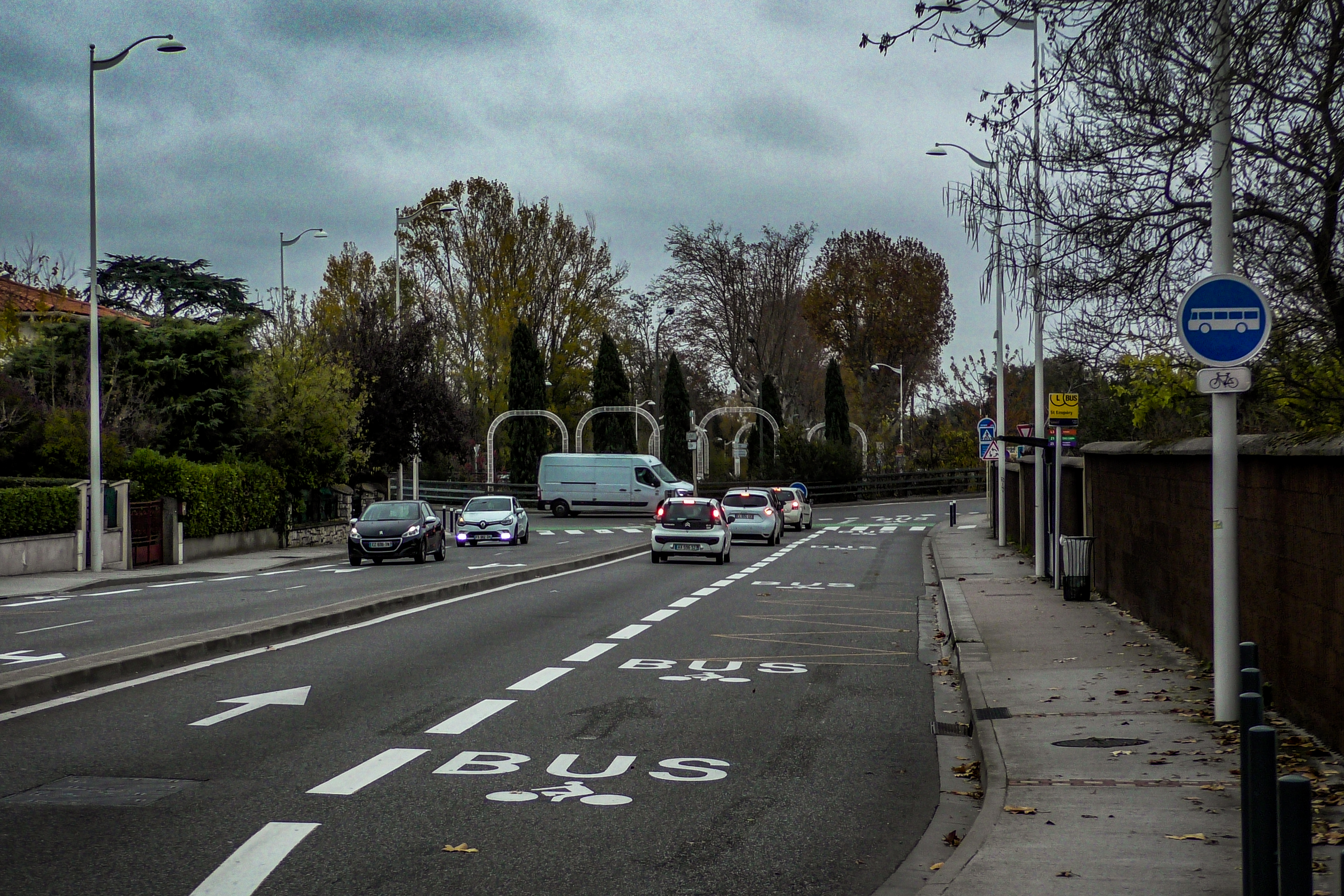
L'arrêt de bus Saint-Exupéry, sur la partie ouest de l'avenue.

La ligne de bus à haut niveau de service Linéo 3 parcourt l'intégralité de l'avenue et y a un arrêt à chaque extrémité. L'arrêt situé à son extrémité ouest, Saint-Exupéry, et également desservi par les lignes 21 et 25 du réseau de bus urbain, ainsi que la ligne 365 des cars régionaux (LiO).

## Origine du nom
Le nom de cette avenue a été attribué en hommage à l'homme politique socialiste français Jean Jaurès (1859-1914).

## Historique
En 1997, l'avenue est coupée en deux sections distinctes à la suite de la construction de la rocade Arc-en-Ciel.
En 2018, l'avenue est en partie réaménagée pour le Linéo 3.

## Bâtiments remarquables et lieux de mémoire

### Ancien chemin de fer
Entre 1900 et 1950, la partie de l'avenue située entre l'actuelle rocade Arc-en-Ciel et Toulouse était parcourue par la ligne ferroviaire de Toulouse à Boulogne-sur-Gesse. Il en subsiste un vestige, le pont du Touch.

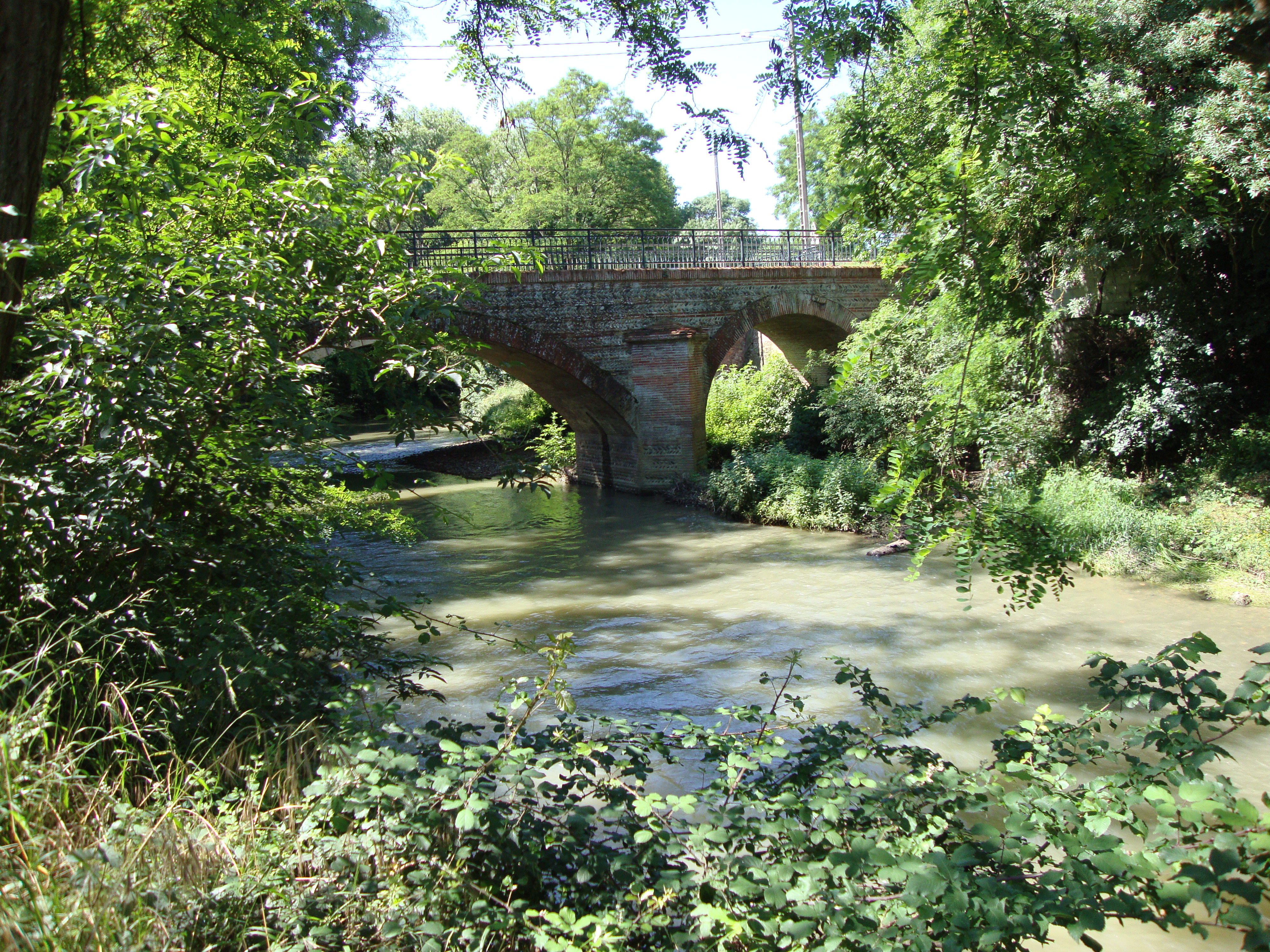
Le pont de l'ancienne ligne ferroviaire, aujourd'hui remplacée par un cheminement pour les piétons et les cyclistes.
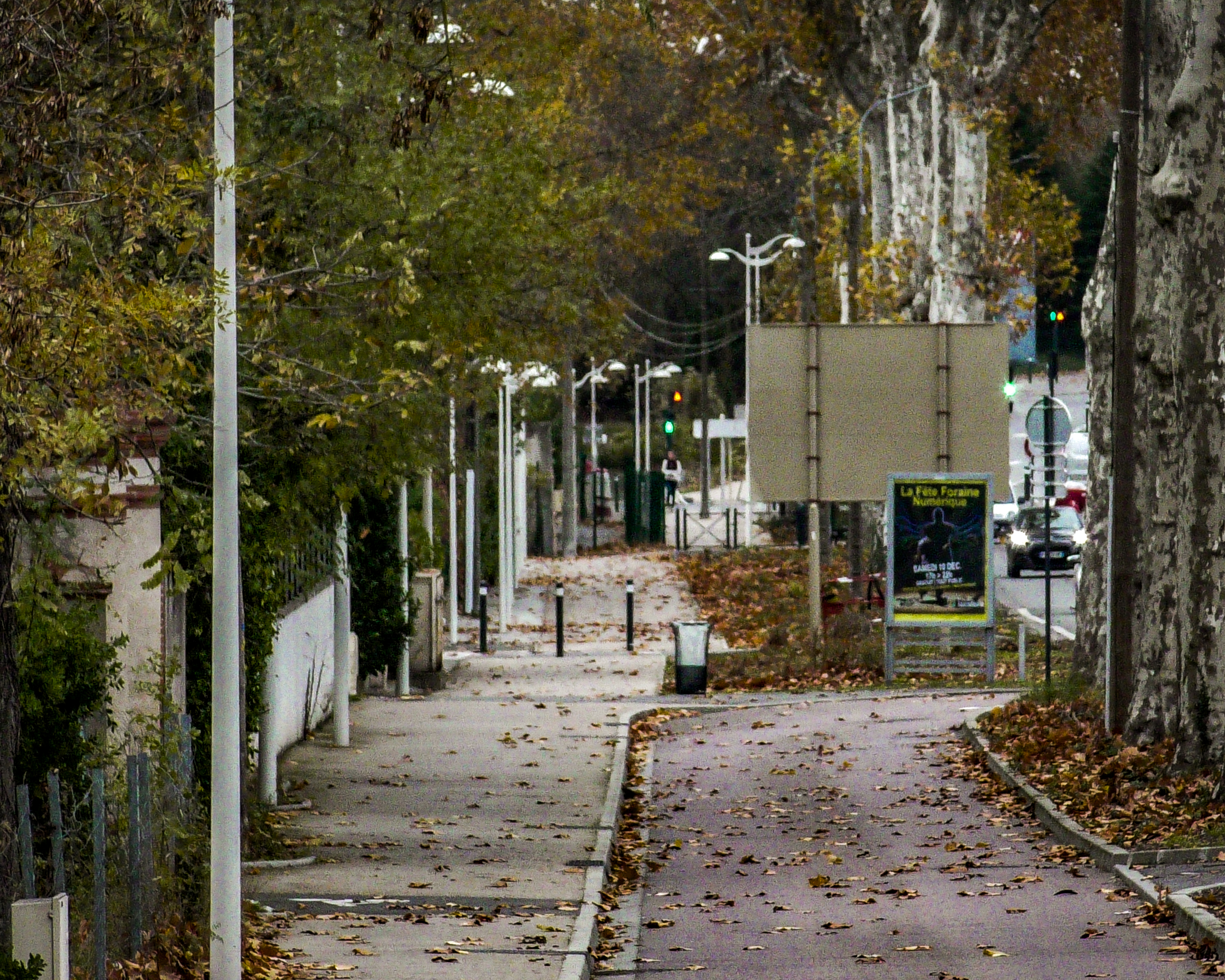
Emprise historique de la voie ferrée.